# Grevillea globosa
Grevillea globosa är en tvåhjärtbladig växtart som beskrevs av Charles Austin Gardner. Grevillea globosa ingår i släktet Grevillea och familjen Proteaceae. Inga underarter finns listade i Catalogue of Life.